# Montserrat García-Closas
Montserrat García-Closas (Barcelona, 1967) és una investigadora i acadèmica catalana especialitzada en epidemiologia del càncer i en càncers de mama i de bufeta urinària.
Es va llicenciar en medicina per la Universitat de Barcelona, va fer un màster en mètodes quantitatius de salut pública a la Universitat Harvard i obtingué un doctorat en epidemiologia i salut pública també a la Universitat Harvard.
El 1996, un cop finalitzat el doctorat, va començar a treballar com a investigadora post-doctoral a l'Insitut Nacional del Càncer dels Estats Units (National Cancer Institute, NCI) en l'àrea d'epidemiologia i genètica del càncer (Division of Cancer Epidemiology and Genetics, DCEG). Va ser en aquest moment que es va interessar pel càncer de mama, en el qual es va especialitzar. El 2010 va tornar a Europa, a l'Institut d'Investigació del Càncer de la Universitat de Londres (Institute of Cancer Research, ICR), on va esdevenir professora d'epidemiologia. El 2015 però, va tornar de nou al NCI, aquest cop com a directora adjunta i investigadora sénior al DCEG. El 2023 tenia previst tornar a Europa de nou per liderar la creació d'un centre dedicat a l'epidemiologia i la prevenció del càncer en el que participen l'ICR i l'Imperial College London.
El 2001 va ser guardonada amb un NIH Merit Award, un NCI Intramural Research Award el 2004 i un DCEG Women Scientist Advisory Award el 2007. L'any 2022 va rebre el premi Jeanne E. Griffith Mentoring Award per la seva tasca excepcional en el mentoratge de joves científics en el camp de l'estadística. A data de 2022, era la tercera investigadora catalana més citada a Google Scholar i la quinzena a nivell espanyol.